# Le Jardin des roses et des soupirs
Le Jardin des roses et des soupirs est un monologue du conteur Moussa Lebkiri, libre adaptation des œuvres de Cheikh Nefzaoui (La Prairie parfumée traduite en 1886 par Richard Francis Burton) et Ahmad al-Tifachi (Les Délices des cœurs par Ahmad al-Tifachi), contes érotiques arabes des XIIIe et XVe siècles.
Le spectacle a été produit pour la première fois au Festival d'Avignon en 1998 au théâtre de la Tache d'encre